# Hold On Tight (Hey Monday)
Hold on Tight is het debuutalbum van de Amerikaanse alternatieve-rockgroep Hey Monday, uitgekomen op 7 oktober 2008. Alle liedjes van het album werden geschreven door de band. De groep heeft een videoclip gefilmd voor de single "Homecoming". Het album was geproduceerd door: S*A*M (Sam Hollander) en Sluggo, beide hebben al in het verleden met vele andere artiesten gewerkt, zoals Gym Class Heroes en The Academy Is....

## Tracklist
1. Set Off – 3:27
2. How You Love Me Now – 3:18
3. Homecoming – 3:59
4. Obvious – 3:29
5. Candles – 2:55
6. Run, Don't Walk – 3:43
7. Josey – 3:19
8. Hurricane Streets – 3:07
9. Arizona – 3:37
10. Should've Tried Harder – 3:07
11. 6 Months – 3:37

## Singles
- Homecoming
- How You Love Me Now